# Fritiof Söderbäck

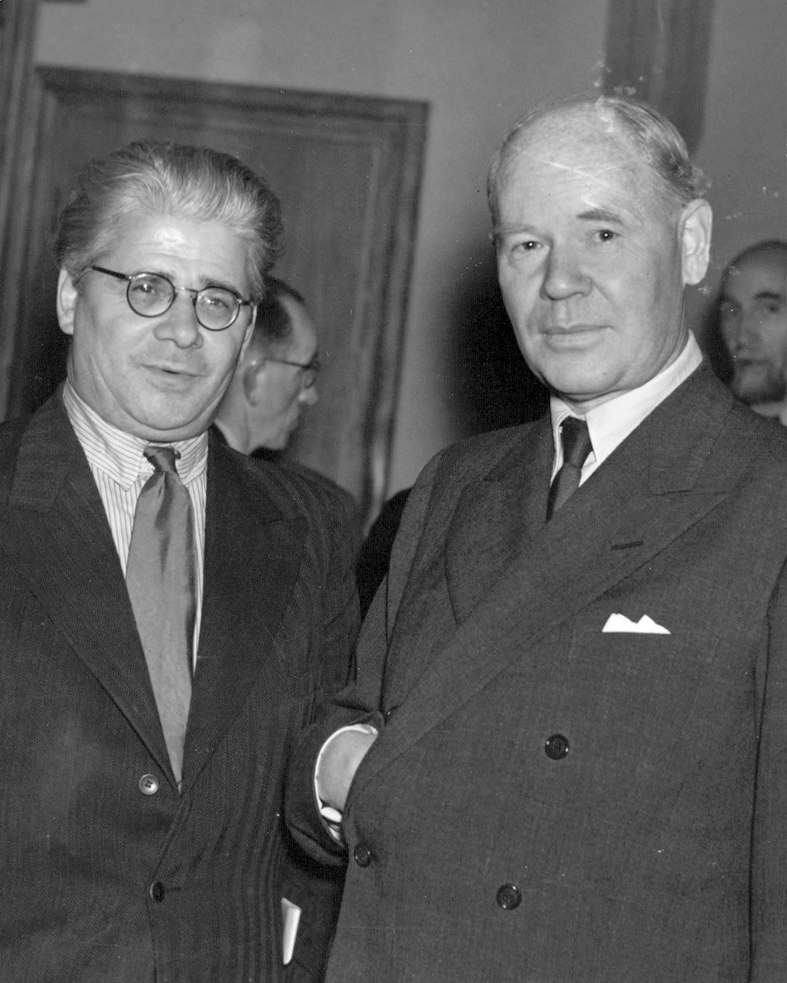
Fritiof Söderbäck (till höger) tillsammans med LO:s andre ordförande Gunnar Andersson, 1942.

Carl Fritiof Söderbäck, född den 1 juni 1887 i Eskilstuna, död den 21 juni 1963 i Stockholm, var en svensk direktör.
Söderbäck avlade filosofie kandidatexamen 1909 och juris kandidatexamen 1913. Han blev tillförordnad domhavande i olika domsagor 1916, sekreterare i Svenska Arbetsgivareföreningen 1916 och direktörsassistent där 1919. Söderbäck var verkställande direktör i Arbetsgivareföreningens allmänna grupp 1921–1939, ombudsman i Grängesbergskoncernens gruvförbund 1926–1939 och verkställande direktör i Arbetsgivareföreningen 1941–1947 (tillförordnad från 1939, styrelseledamot 1939–1947). Han var expert vid Internationella arbetsorganisationen 1931–1938, delegat 1939, 1945 och 1948, ledamot av Arbetsrådet och Arbetarskyddsstyrelsen 1935–1954, av Föreningen Nordens styrelse 1941–1955 samt ordförande för Svenska institutet 1948–1955. Söderbäck blev riddare av Nordstjärneorden 1938. Han vilar på Norra begravningsplatsen utanför Stockholm.